# Mia Jerkov
Mia Jerkov est une joueuse de volley-ball croate née le 5 décembre 1982 à Cattolica (Italie). Elle mesure 1,92 m et joue au poste de réceptionneuse-attaquante. Elle totalise 50 sélections en équipe de Croatie. Son père Željko Jerkov est un ancien joueur de basket-ball.

## Clubs
| Club                         | De        | À         |
| ---------------------------- | --------- | --------- |
| OK Pula                      | 1998-1999 | 2000-2001 |
| University of California     | 2001-2002 | 2002-2003 |
| Ouralotchka Iekaterinbourg   | 2003-2004 | 2004-2005 |
| Volley 2002 Forlì            | 2005-2006 | 2005-2006 |
| Joy Volley Vicenza           | 2006-2007 | 2006-2007 |
| Volley 2002 Forlì            | mars 2007 | mai 2007  |
| Brunelli Volley Nocera Umbra | jan 2009  | mai 2009  |
| River Volley Piacenza        | 2009-2010 | 2009-2010 |
| Pink Spiders                 | 2010-2011 | 2011-2012 |
| Bursa BBSK                   | 2012-2013 | 2013-2014 |
| Denso Airybees               | 2014-2015 | 2015-2016 |
| Çanakkale Belediye           | 2016-2017 | 2016-2017 |
| Fenerbahçe İstanbul          | 2017-2018 | 2017-2018 |
| Beşiktaş İstanbul            | 2018-2019 | 2018-2019 |
| MKS Radomka Radom            | oct 2019  | nov 2019  |
| Békéscsabai RSE              | 2019-2020 | …         |

## Palmarès

### Équipe nationale
- Championnat d'Europe
  - Finaliste : 1999.

### Clubs
- Championnat de Russie
  - Vainqueur : 2004.
- Championnat de Corée du Sud
  - Finaliste : 2011.
- Coupe de Corée du Sud
  - Vainqueur : 2010.
- Supercoupe de Turquie
  - Finaliste : 2017.